# Конради
Конради (пол. Konrady, нім. Konraden) — село в Польщі, у гміні Свентайно Щиценського повіту Вармінсько-Мазурського воєводства.
Населення — 50 осіб (2011).
У 1975-1998 роках село належало до Ольштинського воєводства.

## Демографія
Демографічна структура станом на 31 березня 2011 року:
|          | Загалом | Допрацездатний вік | Працездатний вік | Постпрацездатний вік |
| -------- | ------- | ------------------ | ---------------- | -------------------- |
| Чоловіки | 28      | 11                 | 14               | 3                    |
| Жінки    | 22      | 5                  | 13               | 4                    |
| Разом    | 50      | 16                 | 27               | 7                    |